# Miro Blažina-Pikutar
Miro Blažina-Pikutar (Marčana, 20. travnja 1905. – Marčana, 6. lipnja 1976.), hrvatski izrađivač i svirač narodnih glazbala

## Životopis
Rođen u Marčani. Tradiciju gradnje narodnih glazbala naslijedio je od oca Mate, stolara, svirača i izrađivača roženica. Zarana je počeo svirati i pomagati ocu u izradbi narodnih glazbala, a nakon njegove smrti samostalno je izrađivao roženice, mišnice i svirale. Kao dobar svirač, poznavatelj i zagovornik narodne glazbe sudjelovao je na različitim smotrama narodne glazbe i plesa, najprije kao izvođač, a poslije i član ocjenjivačkoga povjerenstva. Zauzimao se za očuvanje istarske glazbene baštine te je poučavao mlade u sviranju na roženicama i pjevanju "na tanko i debelo". Bio je posljednji izrađivač glazbala ručnom obradbom na starinski način i jedan od rijetkih narodnih glazbenika koji je poznavao notno pismo.